# حروب شبه الجزيرة الإيبيرية القديمة

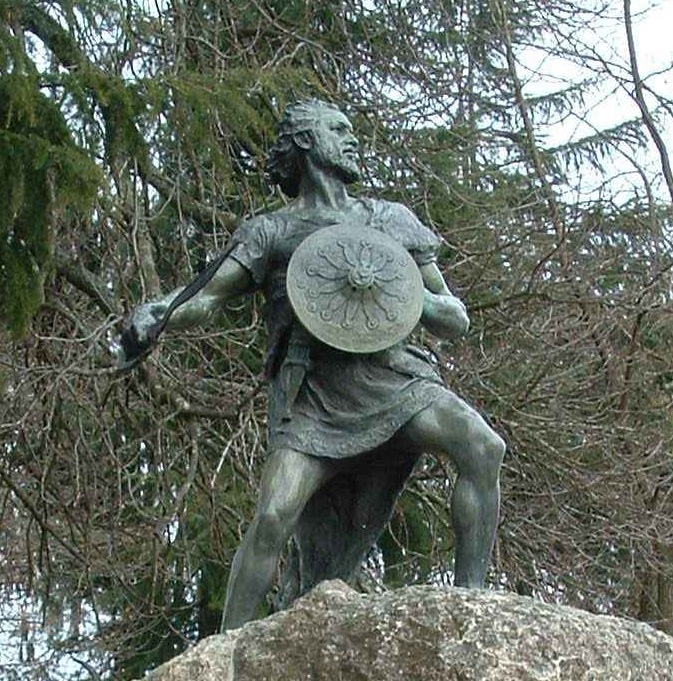
تمثال فيرياثوس في فيسيو، البرتغال

شغلت حروب شبه الجزيرة الإيبيرية مكانة هامة في السجلات التاريخية، وأقدم مثال على ذلك الغزو القرطاجي لهسبانيا وما تبعه من الحروب البونيقية، ثم الفتح الروماني لشبه الجزيرة الإيبيرية لاحقًا. تجلت طبيعة شعوب هسبانيا العدوانية قبيل الفتح الروماني في حروبهم مع روما وقرطاجة وبعضهم بعضًا.

## تاريخ

خريطة توضح تقدم الغزو الروماني في شبه الجزيرة الإيبيرية عبر الزمن.

يتفق المؤرخون اليونانيون والرومان في أن الصفة السائدة في معظم ثقافات الشعوب الإيبيرية هي حبهم للحرب كما يتضح من شيوع الحروب القبلية في تلك المنطقة. نظرًا لفقر بعض المناطق في إيبيريا، وبطش الحكومات الأوليغاركية التي كانت تحكمها، اضطر سكان إيبيريا للبحث عن طرق أخرى للكسب في المناطق الأغنى، مثل أعمال المرتزقة وقطاع الطرق، ما خلق بيئة قومية مضطربة تسود فيها النزاعات. ولذلك اشتهر الهسبان بولعهم بالحروب، ووُصفوا بأنهم يؤثرون الموت على الإذعان ويظهرون ولاءً شديدًا لقادة الحروب الذين ينتمون إليهم. حظيت الأسلحة بمكانة مقدسة عندهم، وكان المحاربون يميزون أنفسهم بها، حتى أنهم كانوا يؤثرون الموت على تسليمها للعدو. قُورنت قيم الإيبيريين الثقافية وميلهم للحرب بقيم الشعوب الجرمانية القديمة واليونانيين والشعوب الكلتية. يضم تاريخ شبه الجزيرة الإيبيرية العسكري أمثلة عديدة على مدن محاصرة آثر سكانها الموت من الجوع أو الانتحار الجماعي أو القتال على الاستسلام، مثل نومنسيا، وساغونتو، وقلهرة.
لعبت جيوش إيبيريا والجزر المحيطة بها دورًا خاصًا في الحرب البونيقية الثانية بانضمامه لجيش قرطاجة في حربها ضد روما. وحتى بعد انتهاء الحرب لم ينفك السكان الإسبان الأصليون يقاومون غزو الرومان لأراضيهم لمدة قرنين. وصف الكاتب الروماني سيسرو الجيوش الرومانية في أشد أيام الحرب عنفًا بأنها كانت تقاتل من أجل النجاة وليس الانتصار. وبمناسبة الحديث عن ذلك، لا بد من ذكر حرب لوسيتانيون وحرب كانتابريا، لا سيما الأولى التي تمكن فيها الزعيم فيرياثوس من السيطرة على معظم الأراضي الإيبيرية وأجبر روما على عقد معاهدة سلام بشروطه الخاصة، ولم يعترف بعدها فيرياثوس أبدًا بأي هزيمة حاسمة وقُتل في النهاية. وحتى بعد هزيمة الإسبان أمام روما، كانت شجاعتهم وولاءهم ومهاراتهم القتالية من بين الأسباب التي جعلتهم مقاتلين مرغوبين فيهم، لا سيما في الحرب السرتوريوسية ومآثر الإمبراطورية الرومانية اللاحقة.

## التنظيم العسكري
رغم أن السجلات التاريخية تشير إلى وجود جيوش إيبيرية شبه منتظمة وتحالفات عسكرية قوية من تنظيم الشعوب الكلتية الإيبيرية، كانت معظم الحروب التي دارت على أرض إسبانيا غير منتظمة وذات طابع قبلي. فقد كانت الحروب تُشن من أجل النهب والسرقة عوضًا عن السيطرة على الأراضي، وكان المحاربون أقرب إلى مرتزقة أو تابعين من جنود مدربين. ولهذا السبب كانت جيوش إيبيريا أصغر عادةً من جيوش البحر المتوسط الأخرى، وكان ينظمها قائد قبيلة أو زعيم حرب يكن له جنوده الاحترام.

### سلاح المشاة

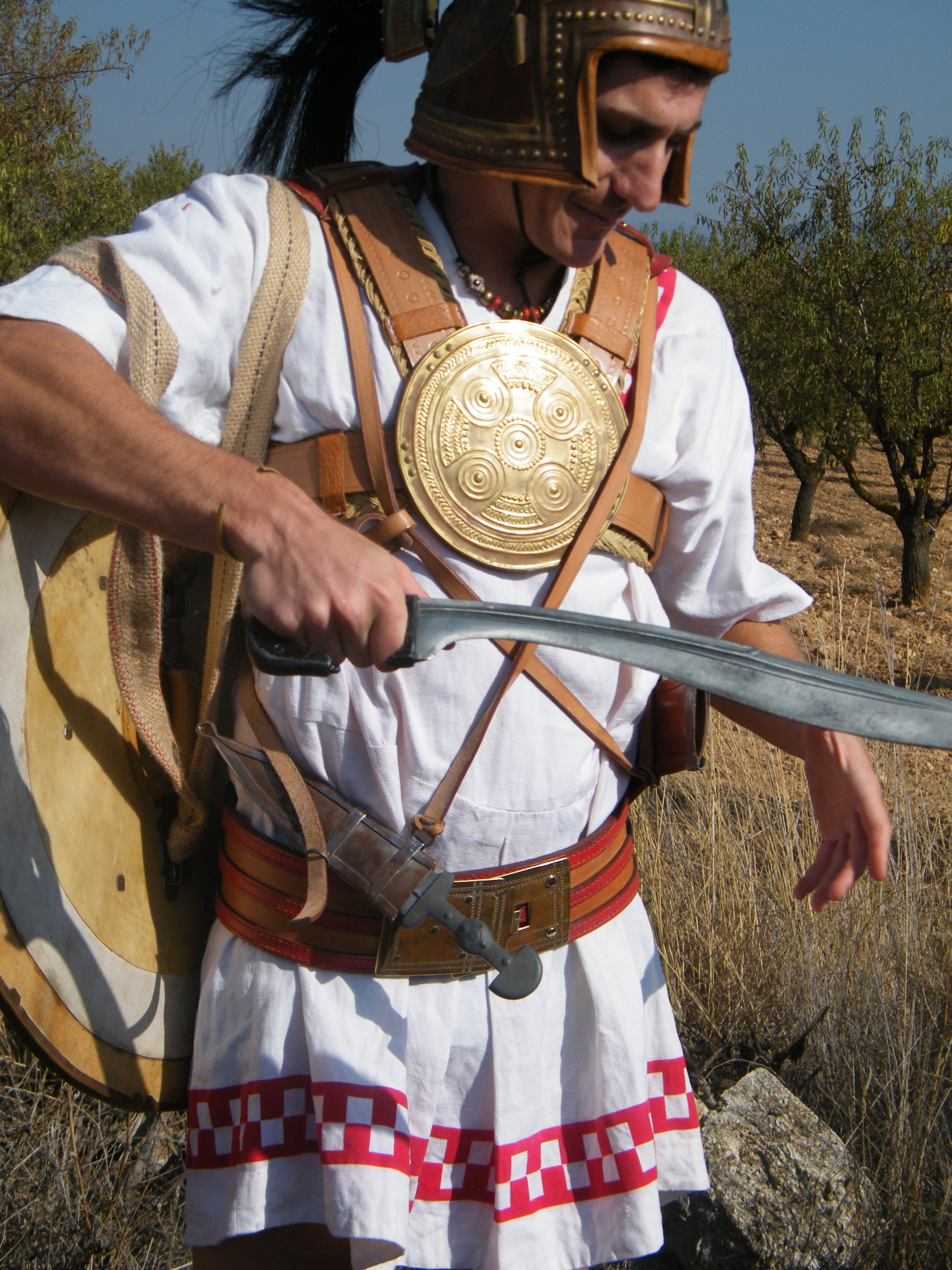
رجل يرتدي زي محارب من جنوب إيبيريا حاملًا ترس كايترا

تميز جنود مشاة هسبانيا بدروعهم الخفيفة نسبيًا مقارنةً بدروع اليونانيين طبقًا لبعض الكتاب. استغل جنود المشاة قدرتهم على الحركة وسرعتهم في اكتساح الأعداء. إذ كانوا يتحركون صوب عدوهم ركضًا، ويناوشون أعداءهم وهم يصيحون بصرخات الحرب. كان المحاربون الكلتيون الإيبيريون يطلون جلدهم باللون البرتقالي، وكانوا يحبذون استخدام الأسلحة القاذفة مثل المقلاع والرماح الخفيفة. اشتهر سكان جزر البليار ببراعتهم في القذف من بين جميع القبائل الإيبيرية، حيث تعلموا كيفية استخدام جميع المقاليع بمختلف أحجامها منذ الصغر، واستخدموا تلك التقنيات في قذف أحجار أثقل من تلك التي يقذفها غيرهم في ذلك الوقت، إذ كانت الصخرة الواحدة تزن رطلًا واحدًا تقريبًا (436 جرام). حبذ بقية سكان إيبيريا رمي حصوات الرصاص الصغيرة عوضًا عن الأحجار الكبيرة. ونادرًا ما اُستخدمت الأقواس والسهام، ومن المحتمل أنها كانت تقتصر على الصيد فقط.
ورغم ذلك تشيد السجلات التاريخية بحاملي السيوف الإسبان أكثر من بقية المحاربين نظرًا لصلابتهم وقوتهم الفتاكة. كانت جيوش البحر المتوسط تستخدم سيف فالكاتا، بينما كان الإيبيريون يحبذون استخدام سيف غلاديوس الذي تبناه الجيش الروماني لاحقًا نظرًا لتميزه في كلٍ من القطع والطعن. كانت دروع الإيبيريين خفيفة في العادة ومصنوعة من الجلد، وأما تروسهم فكانت من نوعين: أولهما مستدير الشكل وصغير الحجم ويُدعى كايترا (caetra)، ومنه جاء الاسم الذي أطلقه الرومان على حامليه: كايتراتي (caetrati)؛ والنوع الآخر من التروس كان بيضاوي الشكل وأثقل من الكايترا ويُدعى سكوتم (scutum)، وهو أشبه بالتروس الهلنستية أو تروس الغال الطويلة، ويُدعى حامليها سكوتاري (scutarii). بينما كان الرماة يربطون تروسًا مصنوعة من الجلد بأذرعهم حتى تكون أيديهم في وضع حر.
اشتهر جنود المشاة الإسبان بإثارتهم الرعب في نفوس العدو حتى وهم في الصفوف الأمامية رغم دروعهم الخفيفة التي من المفترض أن تضطرهم للاعتماد على الاستراتيجيات عوضًا عن الهجوم الشامل. فقد كان الإيبيريون والكلتيون يقفون في طليعة جيش حنعبل في معركة كاناي وهم منقسمين إلى عدة أفواج مشابهة للأفواج الرومانية، وتحاذيهم فرقة من الجيش الغالي، بينما كان الرماة يدعمونهم من الخلف. حتى أن اللوسيتانيون الذين اشتهروا بنصب المكائد والتربص بعدوهم عوضًا عن المواجهة المباشرة كانوا يبرزون في المعركة بضراوتهم ومهاراتهم القتالية. ويُعزى ذلك إلى خبرتهم في الحرب بالإضافة إلى جودة أسلحتهم لا سيما سيوفهم.

### سلاح الفرسان
كان سلاح الفرسان الإيبيري مرموقًا بصفة خاصة، إذ كانت السجلات التاريخية تشيد بالخيول الإسبانية وتشيد بسرعتها وقوتها وحسن سلوكها. كانت تلك الخيول معتادة على تسلق الطرق الوعرة متغلبة بذلك على مثيلاتها من الخيول الإيطالية، وكانت تطيع صاحبها وتنتظره في مكانها إذا ترجل في وسط ساحة المعركة. فقد كان النزول من على ظهر الخيول شيمة من شيم الفرسان الإيبيريين والكلتيين عندما تقتضي الضرورة التكتيكية ذلك، تاركين خيولهم ليعودوا إليها لاحقًا إذا اضطروا للانسحاب والفرار. ومن بين أساليب الإسبان الشائعة أيضًا أن يركب محارب ثانٍ على ظهر الحصان لدعم جنود المشاة وإخراج الجنود من ساحة المعركة بنفس الطريقة. بينما اتبع بعض الجنود الآخرين تكتيك الهجوم المباغت حاملين دروعهم وتروسهم ورماحهم.